# ATP Vegeta Croatia Open Umag 2013
ATP Vegeta Croatia Open Umag 2013 — тенісний турнір, що проходив на ґрунтових кортах у місті Умаг, Хорватія з 22 липня. Належав до категорії ATP World Tour 250.

## Фінальна частина

### Одиночний розряд
Томмі Робредо —  Фабіо Фоніні 6–0, 6–3

### Парний розряд
Мартін Кліжан /  Давід Марреро —  Ніколас Монро /  Зімон Штадлер 6–1, 5–7, [10–7]